# Вашингтон (дерево)

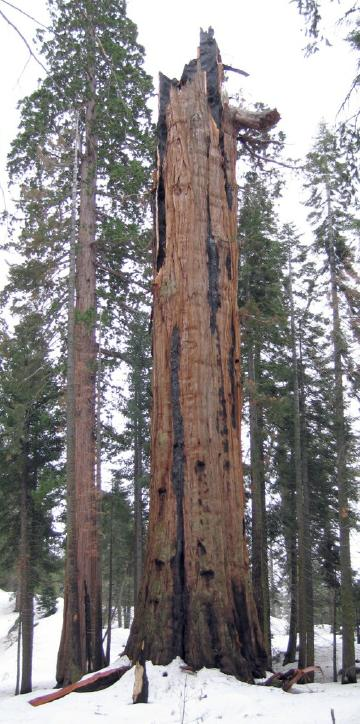
Вашингтон в феврале 2005 года, спустя месяц после обрушения.

Вашингтон (англ. Washington) — секвойядендрон гигантский, стоящий в Гигантском лесу, национальный парк Секвойя, штат Калифорния, США.
Секвойя получила название в честь первого Президента США Джорджа Вашингтона. Являлась второй по объёму секвойей на планете (уступая лишь «Генералу Шерману») до января 2005 года, когда произошло частичное обрушение.
До 1999 года «Вашингтону» приписывались следующие параметры:
Основные параметры
- Объём — 1355 м³
- Высота — 77,63 метров
- Диаметр ствола на высоте 1,5 метра над землёй — 7,92 метров
- Диаметр ствола на высоте 18 метров над землёй — 5,2 метров
- Диаметр ствола на высоте 55 метров над землёй — 4,3 метра
- Длина окружности ствола на уровне земли — 30,81 метров
- Высота первой крупной ветви над землёй — 36,4 метров
- Возраст — 2000—3000 лет[2]

В 1999 году дерево в очередной раз исследовали учёные Гумбольдтского государственного университета и Вашингтонского университета. Их работа показала следующее: высота дерева — 77,3 метров, диаметр ствола на уровне земли — 9,1 метров, объём — 1357,3 м³ (ствол) плюс 45,8 м³ (сорок шесть крупнейших ветвей). Интересно, что учёные обнаружили внутри ствола гигантскую полость высотой 35 метров и диаметром 2—3 метра. Единственный вход в эту каверну располагался на высоте 58 метров. Таким образом стало ясно, что все предыдущие оценки объёма «Вашингтона» являлись сильно завышенными.
В сентябре 2003 года в «Вашингтон» ударила молния, что в общем-то не редкость для этих гигантских деревьев. В результате возникшего пожара сильно обгорела крона, а высота секвойи уменьшилась примерно на семь метров. В январе 2005 года «Вашингтон», ослабленный внутренней пустотой и огромным ожогом от молнии, под тяжестью снега переломился примерно пополам. Ныне его высота составляет около 35 метров, крупные ветви отсутствуют, лишь у самой вершины пня замечены шесть небольших живых веток. Поскольку известны случаи, когда секвойи выживали и после более серьёзных повреждений, об уничтожении «Вашингтона» речи даже не шло: специалисты утверждают, что он простоит ещё минимум несколько десятилетий, а то и веков.
По состоянию на 2012 год официальный сайт Службы национальных парков США помещает, несмотря на обрушение, «Вашингтон» на 18-ю строчку в списке крупнейших гигантских секвой по объёму ствола и приводит для него следующие данные: высота (после пожара 2003 года, но до обрушения 2005 года) — 71,93 метров, длина окружности ствола на уровне земли — 29,17 метров, объём — 1016,6 м³.